# Marian Stępień (historyk literatury)
Marian Michał Stępień (ur. 30 lipca 1929 w Sławsku, zm. 8 lipca 2023 w Krakowie) – polski profesor nauk filologicznych, historyk literatury, krytyk. 

## Życiorys
W 1955 roku ukończył studia na Uniwersytecie Jagiellońskim, od 1957 jest pracownikiem tej uczelni. W 1976 roku uzyskał tytuł profesora nauk humanistycznych. Profesor zwyczajny od 1984. Członek Komitetu Nauki o Literaturze Polskiej Akademii Nauk.
Początkowo jego zainteresowania naukowe skupione były wokół polskiego romantyzmu, następnie skupił się na zagadnieniach lewicowych w polskiej literaturze i krytyce literackiej przełomu XIX i XX wieku.
Wykładał na uczelniach amerykańskich (1976, 1978, 1983–84) i w Meksyku (1981). Był stypendystą Fundacji Fulbrighta i członkiem założycielem Stowarzyszenia Stypendystów Fulbrighta w Polsce. Otrzymał „fellowship” Fundacji Kościuszkowskiej w Nowym Jorku (1999). Na zaproszenie zagranicznych Uniwersytetów wygłaszał odczyty m.in. w Jerozolimie, Moskwie, Pekinie, Cambridge (Anglia),Berlinie, Budapeszcie, Pradze, Kijowie, Wilnie.
Był redaktorem dwumiesięcznika „Teksty” (1974-1981), a także redaktorem naczelnym miesięcznika „Zdanie” (od 1983). Członek PZPR, sekretarz Komitetu Środowiskowego Nauki przy Komitecie Krakowskim PZPR (1981-1987, od 1986 członek egzekutywy Komitetu Krakowskiego, przewodniczący Komisji Kultury (1987-1990). W latach 1989–1990 był sekretarzem Komitetu Centralnego PZPR. Był członkiem założycielem Stowarzyszenia Twórców i Działaczy Kultury „Kuźnica”, a w latach 1985–1989 jej prezesem.

## Dzieła
Opublikował ok. 600 artykułów i 25 książek. Niektóre z nich:
- „Narcyza Żmichowska” (1968)
- „Zagadnienia literackie w publicystyce Polonii radzieckiej 1919–1939” (1968)
- „Ze stanowiska lewicy. Studium jednego z nurtów polskiej krytyki literackiej 1919–1939” (1974)
- „Historia literatury polskiej w zarysie”. Redakcja i współaut. (sześć wydań 1978-1989)
- „Dalekie drogi literatury polskiej. Szkice o literaturze emigracyjnej” (1989)
- „Americans and Polish Culture” (1979)
- „Trzecia Wartość. O twórczości Danuty Mostwin” (2000)
- „Jak grecka tragedia. Pisarz polski w sytuacji wyboru (1944–1948)” (2005)
- „Wśród emigrantów” (2007)
- „Kontury w mroku” (2007)
- „Jan Lechoń w Nowym Jorku” (2008)
- „Między literaturą a polityką” (2012)
- „Świadectwa obecności” (2014)
- „Między literaturą a medycyną” (2015)
- „Jarosław Iwaszkiewicz mniej znany” (2023)

## Niektóre nagrody i odznaczenia[2]
- Nagroda „Życia Literackiego” (1975)
- Nagroda im. Kazimierza Wyki (1984)[3]
- Nagroda „Gazety Krakowskiej” im. Tadeusza Hołuja "Drzewo i owoc" (1987)
- Nagroda Prezesa RSW (1989)
- Nagroda Ministra Nauki, Szkolnictwa Wyższego i techniki (1977, 1979, 1983, 1986)
- Złoty Krzyż Zasługi (1964)
- Krzyż Kawalerski Orderu Odrodzenia Polski (1972)
- Krzyż Komandorski Orderu Odrodzenia Polski (1986)
- Krzyż Komandorski z Gwiazdą Orderu Odrodzenia Polski (2004)
- Medal 30-lecia Polski Ludowej
- Medal 40-lecia Polski Ludowej
- Medal Komisji Edukacji Narodowej (1976)
- Złota Odznaka za pracę społeczną dla miasta Krakowa
- Złota Odznaka "Za Zasługi dla Ziemi Krakowskiej"
- Złota Odznaka "Za Zasługi dla Ziemi Wałbrzyskiej"
- Złota Odznaka Związku Nauczycielstwa Polskiego